# Redwater (Teksas)
Redwater je grad u američkoj saveznoj državi Teksas. Prema popisu stanovništva iz 2010. u njemu je živjelo 1.057 stanovnika.